# Rebekah Johnson
Rebekah Johnson (* 3. September 1976 in Ohio) ist eine US-amerikanische Schauspielerin und Sängerin.

## Leben und Leistungen
Johnson wuchs in Cleveland auf. Die Schauspielerin debütierte in einer Folge der Fernsehserie Willkommen im Leben aus dem Jahr 1994. In der Filmbiografie Tyson (1995) war sie neben Michael Jai White zu sehen, der Mike Tyson verkörperte. Im Filmdrama Pick Up – Das Mädchen und der Cowboy (Ruby Jean and Joe) aus dem Jahr 1996 spielte sie die Titelrolle der Ruby Jean, die sich mit Joe Wade (Tom Selleck) anfreundet. Für diese Rolle wurde sie 1997 für den Young Artist Award nominiert.
Im Filmdrama Liberty Heights (1999) von Barry Levinson spielte Johnson an der Seite von Adrien Brody und Ben Foster eine der größeren Rollen. Für diese Rolle wurde sie 2000 für den Black Reel Award nominiert. Eine der größeren Rollen übernahm sie ebenfalls im Filmdrama Latter Days aus dem Jahr 2003.
Als Sängerin veröffentlichte Johnson im Jahr 1998 das Album Remember to Breathe. Im Jahr 2005 wurde ihr Album The Trouble With Fiction veröffentlicht. Johnson lebt in Kalifornien.

## Filmografie (Auswahl)
- 1995: Tyson
- 1996: Pick Up – Das Mädchen und der Cowboy (Ruby Jean and Joe)
- 1997: Besser geht’s nicht (As good as it gets)
- 1999: Liberty Heights
- 2003: Latter Days